# 羅茲燈光藝術節

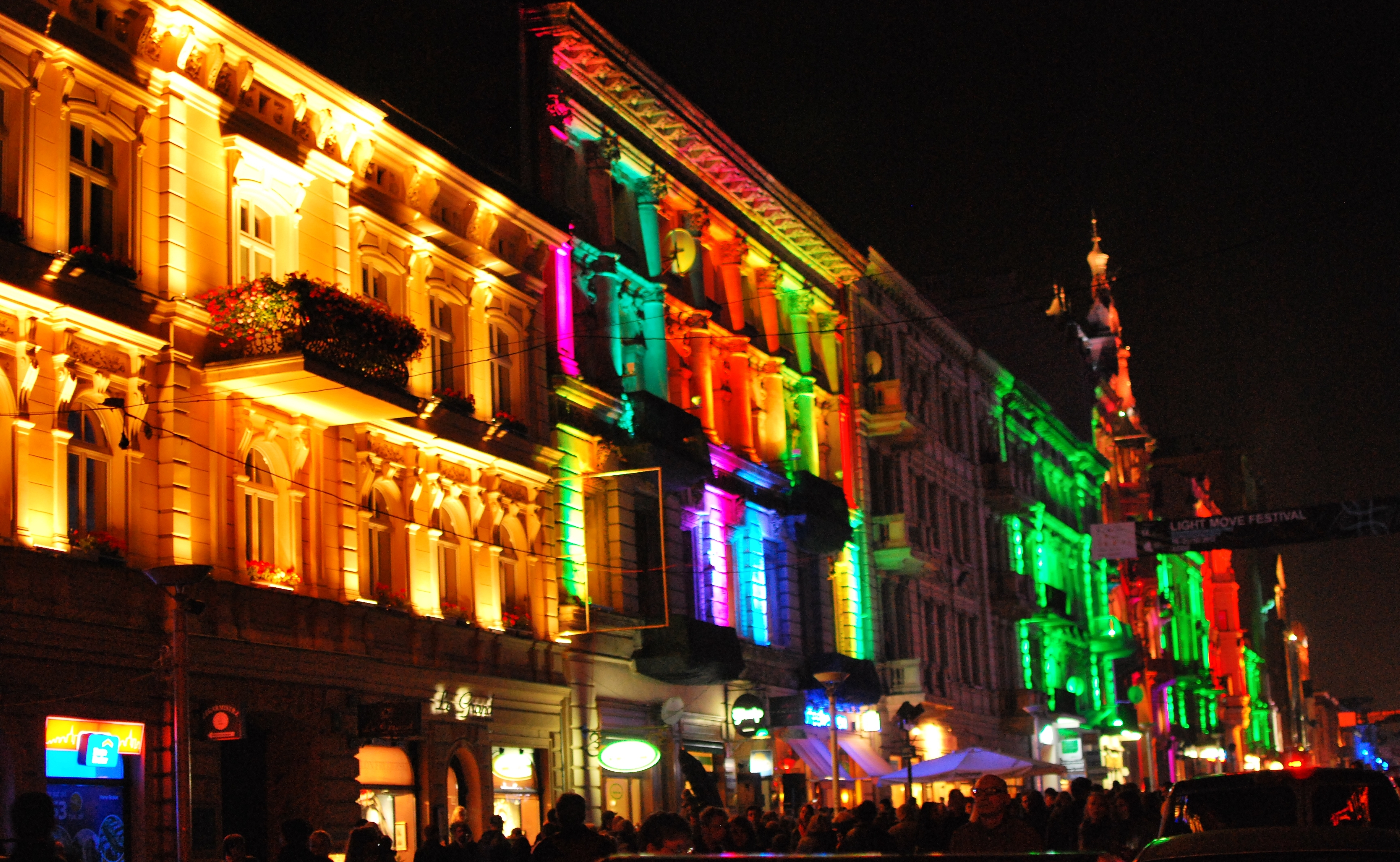
2012年的羅茲燈光藝術節

羅茲燈光藝術節（Light Move Festival）是波蘭羅茲每年十月舉辦的照明與投影秀，時間固定為周五至周日。燈光活動藝術節 – 光動節的目標是為城市的居民、遊客及政府當局，提供一個獨特的機會發覺燈光能如何讓公共空間變得更豐富。主辦單位想透過舉辦一個在文化、創造、社區精神及教育等方面皆具有特色的活動，改變羅茲給人的印象。活動期間除豐富的聲光表演及音樂會外，羅茲主要街道的建築外牆上會有大型2D及3D投影，展現城市特色與最新綠色枯枝解決方案。

## 外部連結
- 羅茲燈光藝術節官網 （页面存档备份，存于）